# Vatten och avlopp
Vatten och avlopp, förkortat VA, är vattenförsörjning av dricksvatten och hanteringen av avloppsvatten. Både vattenförsörjning och avloppshantering använder sig av rörsystem och kräver reningsanläggningar.
Dricksvatten för allmänt bruk kommer från vattendrag eller brunnar för rening till ett vattenverk. Distributionen sker genom vattenledningar till industri och privata hushåll.
Det allmänna avloppet transporterar spillvatten och dagvatten till ett reningsverk i gemensamma eller skilda avloppsledningar. 
Det finns enskilda vatten och avlopp med grävda eller borrade brunnar och avloppsinfiltration.  
Det finns 3 vanliga typer av VA ledningar: 
- Vattenledningar
  - Distribuerar dricksvatten till industri och hushåll
- Avloppsledningar
  - Rinner till reningsverk
- Dagvattenledningar
  - Rinner oftast ut i dagvattendammar, diken, sjöar och vattendrag

Utöver dessa så finns det även andra VA ledningar som:
- Råvattenledningar
  - Mellan källan och vattenverket (innan rening)